# Мальпігієві судини
Мальпі́гієві суди́ни — сліпозамкнені трубочки  (канальці), що знаходяться на межі середньої та задньої кишки. У павукоподібних виникають з ентодерми середньої кишки, у багатоніжок та комах — з ектодерми задньої кишки. Утворені клітинами, апікальна частина плазматичної мембрани яких має численні мікроворсинки (щіткова облямівка), для базальної частини плазматичної мембрани характерна складчастість. Мускулатура стінок мальпігієвих судин забезпечує їхнє скорочення. Клітини мальпігієвих судин секретують у просвіт канальців рідину з високою концентрацією К+ (швидкість сечовиділення корелює з концентрацією К+ у гемолімфі, що омиває мальпігієві судини). З сечі, що надходить у задню та пряму кишки, в яких адсорбується вода та деякі електроліти, зневоднені кінцеві продукти обміну разом з неперетравленими рештками їжі виділяються через анальний отвір.
Число мальпігієвих судин у різних тварин значно варіює: у павукоподібних та багатоніжок — одна пара, у прямокрилих до — 120 пар, у перетинчастокрилих — до 150 (у попелиць та деяких первиннобезкрилих відсутні). 
Мальпігієві судини названі ім'ям  Марчело Мальпігі.